# Đường cong elliptic

Một bảng các đường cong elliptic. Vùng hiển thị là [−3,3]^{2} (Với a = 0 và b = 0 hàm số không trơn và do vậy không là đường cong elliptic.)

Trong toán học, một đường cong elliptic là một đường cong đại số phẳng được định nghĩa bằng phương trình có dạng
{\displaystyle y^{2}=x^{3}+ax+b}
mà không có điểm đơn; nghĩa là, nó không có đỉnh nhọn hoặc tự cắt chính nó. (Khi đặc tính của trường hệ số bằng 2 hoặc 3, phương trình trên không phải đủ chung để bao gồm tất cả đường cong bậc ba không có điểm đơn; xem dưới đây để biết một định nghĩa chính xác hơn.)
Đại thể thì một đường cong elliptic là một đường cong đại số trơn, đối xứng bậc 1, trong đó có một điểm xác định O. Một đường cong elliptic là một loại biến đổi Abel - nghĩa là nó có một phép nhân được định nghĩa kiểu đại số, đối với nó là một nhóm Abel – và điểm O tồn tại với tư cách phần tử đơn vị. Thông thường bản thân đường cong, bỏ qua điểm O nói trên, được gọi là một đường cong elliptic. Điểm O trên thực tế là "điểm tại vô cực" trên mặt phẳng chiếu.
Nếu y2 = P(x), trong đó P là bất kỳ đa thức bậc ba đối với x mà không có nghiệm kép, thì chúng ta có được một đường cong phẳng không có điểm đơn bậc một, và là một đường cong elliptic. Nếu đa thức P có bậc 4 và không có nghiệm kép thì phương trình này lại mô tả một đường cong phẳng bậc 1; tuy nhiên, nó không có sự lựa chọn tự nhiên của phần tử đơn vị. Nhìn chung, bất kỳ đường cong đại số nào bậc 1, ví dụ giao điểm của hai mặt bậc hai trong không gian ba chiều, đều được gọi là một đường cong elliptic, với điều kiện nó phải có ít nhất một điểm đóng vai trò phần tử đơn vị.

## Sách tham khảo
- I. Blake; G. Seroussi; N. Smart (2000). Elliptic Curves in Cryptography. LMS Lecture Notes. Cambridge University Press. ISBN 0-521-65374-6.
- Richard Crandall; Carl Pomerance (2001). "Chapter 7: Elliptic Curve Arithmetic". Prime Numbers: A Computational Perspective (ấn bản thứ 1). Springer-Verlag. tr. 285–352. ISBN 0-387-94777-9.
- Cremona, John (1997). Algorithms for Modular Elliptic Curves (ấn bản thứ 2). Cambridge University Press. ISBN 0-521-59820-6.
- Darrel Hankerson, Alfred Menezes và Scott Vanstone (2004). Guide to Elliptic Curve Cryptography. Springer. ISBN 0-387-95273-X.
- Bản mẫu:Hardy and Wright  Chapter XXV
- Hellegouarch, Yves (2001). Invitation aux mathématiques de Fermat-Wiles. Paris: Dunod. ISBN 978-2-10-005508-1.
- Husemöller, Dale (2004). Elliptic Curves. Graduate Texts in Mathematics. Quyển 111 (ấn bản thứ 2). Springer. ISBN 0-387-95490-2.
- Kenneth Ireland; Michael I. Rosen (1998). "Chapters 18 and 19". A Classical Introduction to Modern Number Theory. Graduate Texts in Mathematics. Quyển 84 (ấn bản thứ 2). Springer. ISBN 0-387-97329-X.
- Anthony W. Knapp (1992). Elliptic Curves. Math Notes. Quyển 40. Princeton University Press.
- Koblitz, Neal (1993). Introduction to Elliptic Curves and Modular Forms. Graduate Texts in Mathematics. Quyển 97 (ấn bản thứ 2). Springer-Verlag. ISBN 0-387-97966-2.
- Koblitz, Neal (1994). "Chapter 6". A Course in Number Theory and Cryptography. Graduate Texts in Mathematics. Quyển 114 (ấn bản thứ 2). Springer-Verlag. ISBN 0-387-94293-9.
- Serge Lang (1978). Elliptic curves: Diophantine analysis. Grundlehren der mathematischen Wissenschaften. Quyển 231. Springer-Verlag. ISBN 3-540-08489-4.
- Henry McKean; Victor Moll (1999). Elliptic curves: function theory, geometry and arithmetic. Cambridge University Press. ISBN 0-521-65817-9.
- Ivan Niven; Herbert S. Zuckerman; Hugh Montgomery (1991). "Section 5.7". An introduction to the theory of numbers (ấn bản thứ 5). John Wiley. ISBN 0-471-54600-3.
- Silverman, Joseph H. (1986). The Arithmetic of Elliptic Curves. Graduate Texts in Mathematics. Quyển 106. Springer-Verlag. ISBN 0-387-96203-4.
- Joseph H. Silverman (1994). Advanced Topics in the Arithmetic of Elliptic Curves. Graduate Texts in Mathematics. Quyển 151. Springer-Verlag. ISBN 0-387-94328-5.
- Joseph H. Silverman; John Tate (1992). Rational Points on Elliptic Curves. Springer-Verlag. ISBN 0-387-97825-9.
- John Tate (1974). "The arithmetic of elliptic curves". Inventiones Mathematicae. Quyển 23 số 3–4. tr. 179–206. doi:10.1007/BF01389745.
- Lawrence Washington (2003). Elliptic Curves: Number Theory and Cryptography. Chapman & Hall/CRC. ISBN 1-58488-365-0.